# Anggabaya
Anggabaya is een desa op Bali in Indonesië.

## Naam

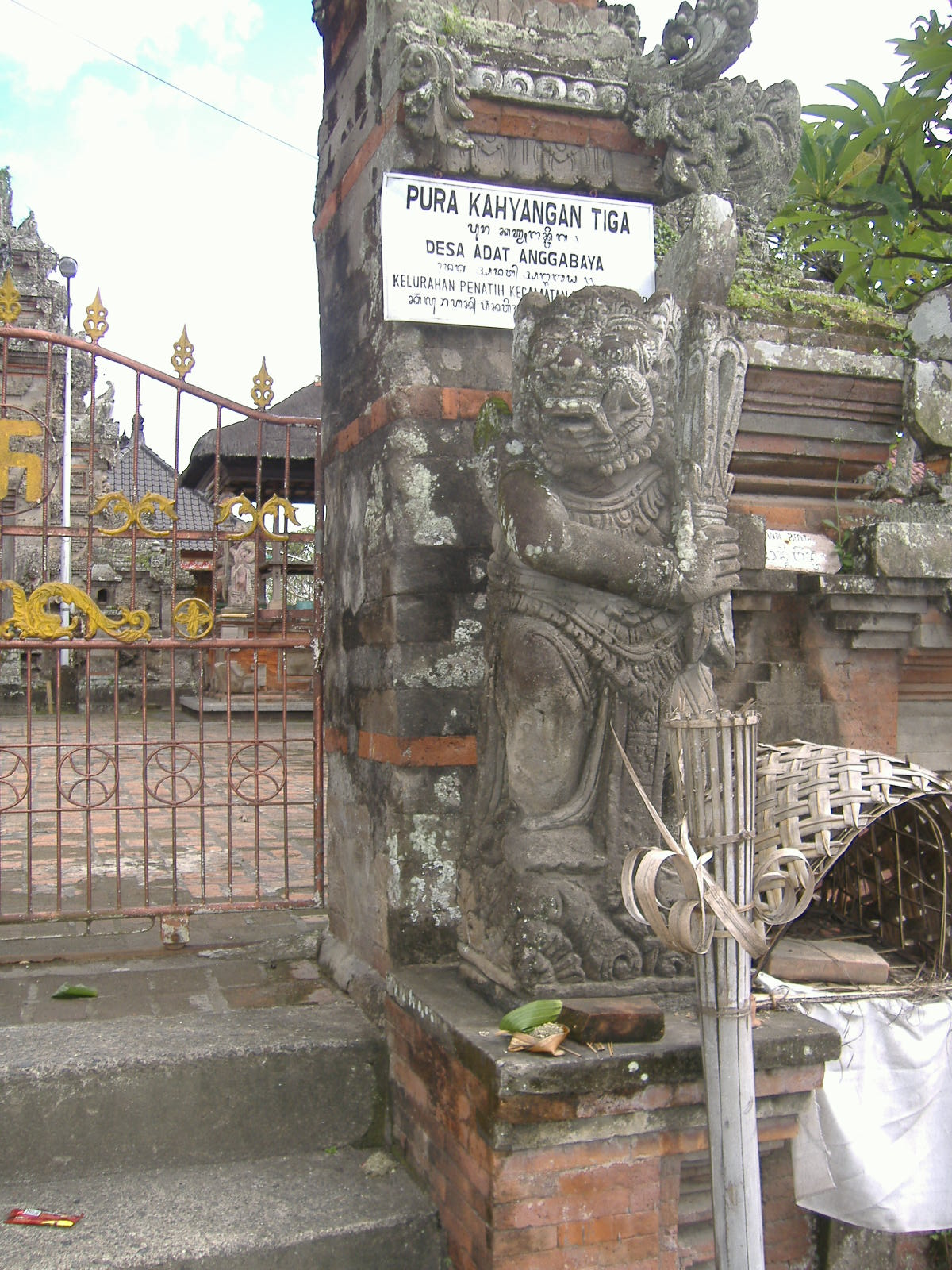
Toegang tot de tempel in Anggabaya

De juiste formele naam is Desa Pekraman Anggabaya (in de Balinese taal) of Desa Adat Anggabaya (in de Indonesische taal) . In het Nederlands zou dit het 'traditionele' (of gewone ) Dorp van Anggabaya zijn. Desa betekent dorp . Pekraman wordt ook gespeld als Pakraman.
In het spraakgebruik wordt het meestal aangeduid als Banjar Anggabaya (een Banjar is min of meer hetzelfde als een parochie), of gewoon Anggabaya.

## Ligging
Het ligt ongeveer 8 kilometer ten noorden van het centrum van Denpasar, de hoofdstad van de provincie Bali, en ligt aan de Jalan Trenggana (Trenggana Weg). De dichtstbijzijnde dorpen zijn Pelagan naar het zuiden, Jenah naar het zuidwesten, Cengkilung naar het noordwesten en Jabajero naar het oosten. Een kleine rivier, plaatselijk bekend als Tukad Anggabaya, stroomt vanuit het noorden door het oostelijke deel van het dorp, ze scheidt daarbij het gehucht Jungut van de rest van het dorp.

## Het dorp

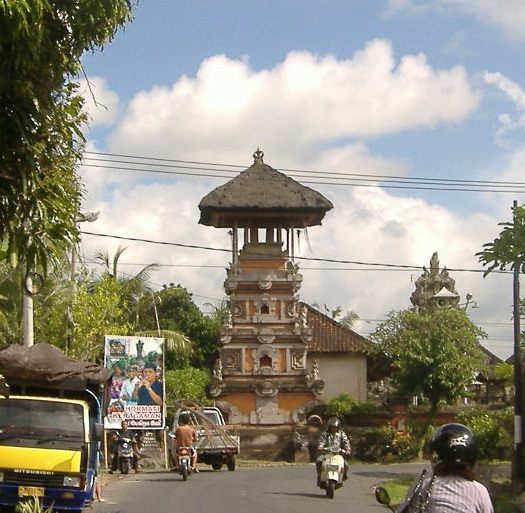
Anggabaya Tempeltoren

In 2006 waren er 157 huishoudens in het dorp op een totaal van 800 inwoners. Ongeveer 75 % van de volwassenen werkte vervolgens in de landbouw, 20 % in de ambachtelijke industrie en de rest werkte als ambtenaar, handelaar of in andere beroepen.
In het dorp vindt men een traditionele markt met een grote Banyanboom, Pasar Kertha Waringin Sari (pasar = markt, waringin = Banyan). Naast de markt staat een van de drie 3 Balinese Hindoetempels van het dorp, en aan de overkant is een grote Wantilan (open zijkanten dorp vergaderzaal). De basisschool van het dorp ligt zo'n 400 meter ten zuiden van de dorpsmarkt.
De dorpsdokter houdt zes avonden per week spreekuur naast de basisschool. Daarnaast worden medische en tandheelkundige handelingen verricht gedurende zes ochtenden per week bij de plaatselijke gemeenschapshuis.

## Subak  Anggabaya
Subak is het traditionele Balinese irrigatiesysteem. Het wordt georganiseerd door (rijst) boerengemeenschappen en regelt de verdeling van het water, vooral bij de rijst planttijd. In maart 2010 had subak Anggabaya 162 leden en besloeg een oppervlakte van 39,54 hectare. 
In 2009 werd Subak Anggabaya gekozen als begunstigde van de stadsregering van Denpasar voor het boerenprogramma met hoge kunstmest- en zadenkosten in combinatie met lage prijzen voor geoogste rijst te helpen. Zo werd een 5 km lange ontsluitingsweg in de subak aangelegd.

## Klimaat
Anggabaya heeft twee seizoenen, regenachtig en droog. Het regenseizoen loopt van omstreeks november tot april en het droge seizoen van ongeveer mei tot oktober.
De temperatuur is ongeveer 30° C overdag en 26° C 's nachts. Er is niet veel verschillen gedurende het hele jaar, maar in het droge seizoen is de temperatuur een of twee graden koeler dan in het regenseizoen.